# الجنابين (الملاجم)

تعديل مصدري - تعديل

الجنابين هي إحدى قرى عزلة ال منصور الملاجم بمديرية الملاجم التابعة لمحافظة البيضاء، بلغ تعداد سكانها 190 نسمة حسب تعداد اليمن لعام 2004.